# Afrobystra sinuatops
Afrobystra sinuatops är en stekelart som beskrevs av Heinrich 1968. Afrobystra sinuatops ingår i släktet Afrobystra och familjen brokparasitsteklar. Inga underarter finns listade i Catalogue of Life.